# NGC 3324
NGC 3324 är en öppen stjärnhop i stjärnbilden Kölen, nordväst om Carinanebulosan.  Den upptäcktes 1826 av den skotske astronomen James Dunlop. Stjärnhopen är nära förbunden med emissionsnebulosan IC 2599, som också går under namnet Gum 31. Observatörer misstar ofta de båda objekten som ett enda och de har därför tillsammans fått smeknamnet "Gabriela Mistral-nebulosan" på grund av att de påminner om den chilenske poeten Gabriel Mistral.